# دبليو. دبليو. فيلبس
دبليو. دبليو. فيلبس (بالإنجليزية: W. W. Phelps)‏ هو كاتب ترانيم وسياسي أمريكي، ولد في 17 فبراير 1792، وتوفي في 17 مارس 1872 في سولت ليك في الولايات المتحدة.